# Michail Antonio
Michail Gregory Antonio (ur. 28 marca 1990 w Wandsworth) – jamajsko-angielski piłkarz, występujący na pozycji napastnika, reprezentant Jamajki.